# TrailerTail
TrailerTail je naprava za zmanjševanje zračnega upora na tovornjakih. 
Naprava je nameščena na zadnjem delu tovornjaka. Po testih SAE J1321 naj bi zmanjšala porabo goriva za 6,58 % pri potovalni hitrost 98 km/h. TrailerTail je del projekta Navistar's SuperTruck, ki je dobil od ameriškega ministrstva za energijo $37 milijona za razvoj tovornjaka nove generacije. 
TrailerTail proizvaja ameriško podjetje ATDynamics, Inc. iz  Silicijeve doline v Kaliforniji. Čas namestitve je kratek do 60 minut.
ATDynamics proizvaja tudi napravo Transtex Skirts, ki je nameščena pri straneh tovornjaka in naj bi zmanjšala porabo goriva za dodatnih 4-7% procentov.